# Eastern Suburbs & Illawarra Line

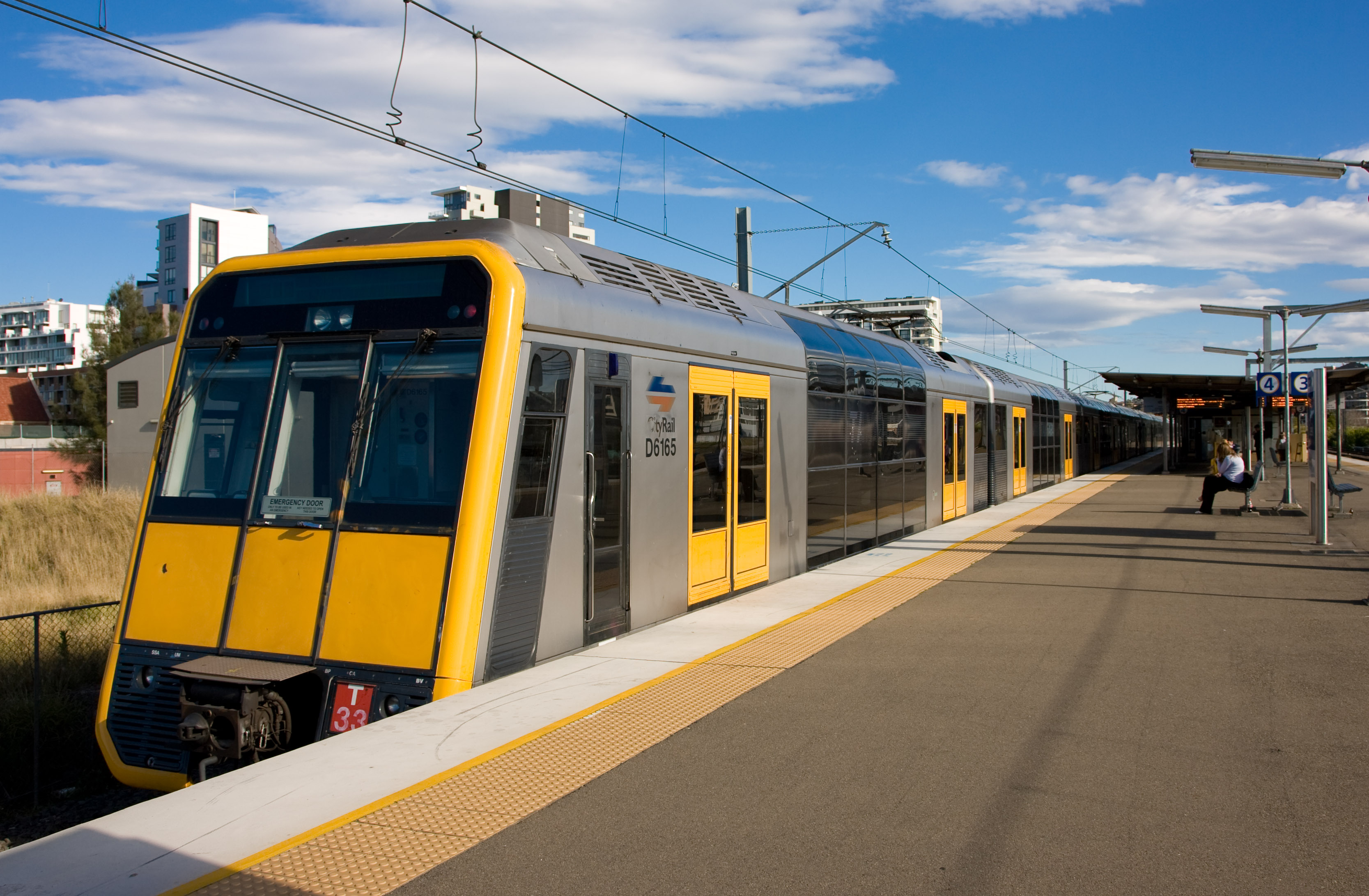
Train de modèle T33 à la gare de Wolli Creek, sur la ligne T4

L'Eastern Suburbs & Illawarra Line (numérotée T4, de couleur bleu azur) est une ligne de chemin de fer qui dessert les banlieues est et sud de Sydney en Australie. Elle fait partie du réseau de Sydney Trains (train de banlieue). La ligne a été construite dans les années 1880 à Wollongong pour profiter de l'agriculture et de l'exploitation minière dans la région de l'Illawarra. En mars 1926, elle est devenue la première ligne en Nouvelle-Galles du Sud à faire fonctionner un train électrique.